# Núcleo Bernardelli

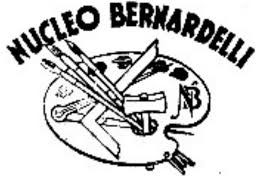
Logo del Nucleo Bernardelli

Il Núcleo Bernardelli è stato un gruppo di pittori modernisti brasiliani, fondato il 12 giugno 1931 con l'obiettivo di creare una scuola d'arte alternativa alla Escola Nacional de Belas Artes (Rio de Janeiro), consentendo maggiore libertà di espressione e sperimentazione. Il nome consiste in un omaggio ai due fratelli Rodolfo Bernardelli ed Henrique Bernardelli, che a loro volta avevano fondato un corso indipendente sul finire del XIX secolo. Il primo presidente fu il pittore Edson Motta (1910-1981), in carica dal 1931 al 1935.
Inizialmente le riunioni dei membri avvenivano nello studio fotografico di Nicolas Alagemovitz. Nel 1936 vennero trasferite nei seminterrati della Scuola di Belle Arti, passando poi per una breve parentesi in uno studio di Rua São José. Successivamente le assemblee si tennero in via Praça Tiradentes 85, fino alla totale dissoluzione del gruppo nel 1941.
L'obiettivo era creare uno spazio per far riformulare il linguaggio della pittura, per una coesistenza di più stili ed influenze reciproche, prendendo le mosse dal costruttivismo di Cézanne, dal Cubismo e dall'Impressionismo. Vi era anche l'intenzione di rendere l'insegnamento più accessibile ad un vasto pubblico, una sorta di "democratizzazione" dell'arte.
Molti dei membri del Núcleo Bernardelli sono poi divenuti celebri nel panorama artistico del Brasile, in particolare José Pancetti, Milton Dacosta e Bruno Lechowski. Un'ampia collezione delle opere di questi artisti è tuttora esposta nei saloni di arte moderna brasiliani, sebbene diverse opere siano sparse per il mondo in collezioni private.

## Membri principali
Segue un elenco di alcuni esponenti principali.
- Ado Malagoli
- Bráulio Poiava
- Bustamante Sá
- Bruno Lechowski
- Edson Motta
- Eugênio de Proença Sigaud
- Expedito Camargo Freire
- Joaquim Tenreiro
- Quirino Campofiorito
- João José Rescála
- José Gomez Correia
- José Pancetti
- Milton Dacosta
- Manoel Santiago
- Yoshiya Takaoka
- Yuji Tamaki